# Campeonato Paulista de Futebol Feminino de 2016
O Campeonato Paulista de Futebol Feminino de 2016 foi a 24.ª edição do campeonato de futebol feminino organizado pela Federação Paulista de Futebol (FPF). Foi disputado entre 9 de abril e 28 de agosto e reuniu 14 equipes.

## Fórmula de disputa
- Primeira fase: Os clubes formarão 2 Grupos com 7 participantes, regionalizados e jogarão entre si, em turno e returno, classificando-se para a segunda fase os 4 melhores de cada grupo.
- Segunda fase: Os 8 clubes classificados formarão 4 grupos de 2 e jogarão entre si, em turno e returno. Classificando-se para a terceira fase o melhor colocado de cada grupo.
- Terceira fase: Os 4 clubes classificados formarão 2 grupos de 2 e jogarão entre si, em turno e returno. Classificando-se para a quarta fase o melhor colocado de cada grupo.
- Quarta fase: Os 2 clubes classificados jogarão entre si, em turno e returno, para definição de campeão e vice-campeão.

### Critérios de desempate
O desempate entre duas ou mais equipes na primeira fase seguiu a ordem definida abaixo:
1. Número de vitórias
2. Saldo de gols
3. Gols marcados
4. Menor número de cartões vermelhos recebidos
5. Menor número de cartões amarelos recebidos
6. Sorteio

## Participantes
| Equipe           | Cidade                | Estádio                    | Capacidade |
| ---------------- | --------------------- | -------------------------- | ---------- |
| Centro Olímpico  | São Paulo             | Distrital da Vila Guarani  | 500        |
| Corinthians      | São Paulo             | José Liberatti             | 17.780     |
| Ferroviária      | Araraquara            | Arena da Fonte Luminosa    | 20.950     |
| Francana         | Franca                | José Lancha Filho          | 14.686     |
| Guarani          | Campinas              | Brinco de Ouro             | 29.180     |
| Independente     | Limeira               | Agostinho Prada            | 9.483      |
| Juventus         | São Paulo             | Rua Javari                 | 4.004      |
| Portuguesa       | São Paulo             | Canindé                    | 21.004     |
| Rio Preto        | São José do Rio Preto | Anísio Haddad              | 14.126     |
| Santos           | Santos                | Vila Belmiro               | 16.068     |
| São José         | São José dos Campos   | Martins Pereira            | 15.317     |
| Taubaté          | Taubaté               | Joaquim de Morais Filho    | 9.600      |
| União            | Mogi das Cruzes       | Francisco Ribeiro Nogueira | 14.384     |
| XV de Piracicaba | Piracicaba            | Barão de Serra Negra       | 18.000     |